# Opuntia arcei
Opuntia arcei ist eine Pflanzenart in der Gattung der Opuntien (Opuntia) aus der Familie der Kakteengewächse (Cactaceae). Das Artepitheton arcei ehrt den bolivianischen Agronomen Lucio Arce, ein Student von Martín Cárdenas.

## Beschreibung
Opuntia arcei wächst baumförmig, verzweigt über der Bodenoberfläche und erreicht Wuchshöhen von 1,5 bis 2 Meter. Es wird ein deutlicher Stamm von bis zu 80 Zentimeter Höhe und Durchmessern von 20 bis 25 Zentimetern ausgebildet. Die länglichen bis rhomboiden Triebabschnitte sind 36 bis 42 Zentimeter lang, 15 bis 25 Zentimeter breit und 1 bis 1,5 Zentimeter dick. Die darauf befindlichen grauen Areolen sind 3 bis 4 Zentimeter voneinander entfernt. Die dichten Glochiden sind braun. Die vier bis sieben pfriemlichen, dünnen, unterschiedlich langen Dornen sind weiß. Sie sind 0,5 bis 3 Zentimeter lang.
Die radförmigen, goldgelben Blüten erreichen eine Länge von bis zu 6 Zentimeter und einen Durchmesser von 4 Zentimeter. Die kugelförmigen bis tönnchenförmigen, grünlichen Früchte weisen Durchmesser von bis zu 4,5 Zentimeter auf.

## Verbreitung und Systematik
Opuntia arcei ist in Bolivien im Departamento Cochabamba in der Provinz Cercado in Höhenlagen von 2500 bis 2800 Metern verbreitet.
Die Erstbeschreibung erfolgte 1956 durch Martín Cárdenas.

## Nachweise